# Messigny-et-Vantoux
Messigny-et-Vantoux ist eine französische Gemeinde mit 1694 Einwohnern (Stand 1. Januar 2022) im Département Côte-d’Or in der Region Bourgogne-Franche-Comté. Sie gehört zum Arrondissement Dijon und zum Kanton Fontaine-lès-Dijon.

## Geographie
Der Ort liegt etwa sieben Kilometer nördlich von Dijon, der Hauptstadt Burgunds, im Tal des Suzon.

## Bevölkerungsentwicklung
| Jahr                       | 1962 | 1968 | 1975 | 1982 | 1990 | 1999 | 2006 | 2016 | 2019 |
| Einwohner                  | 479  | 533  | 767  | 924  | 1070 | 1254 | 1307 | 1664 | 1690 |
| Quellen: Cassini und INSEE |      |      |      |      |      |      |      |      |      |

## Sehenswürdigkeiten

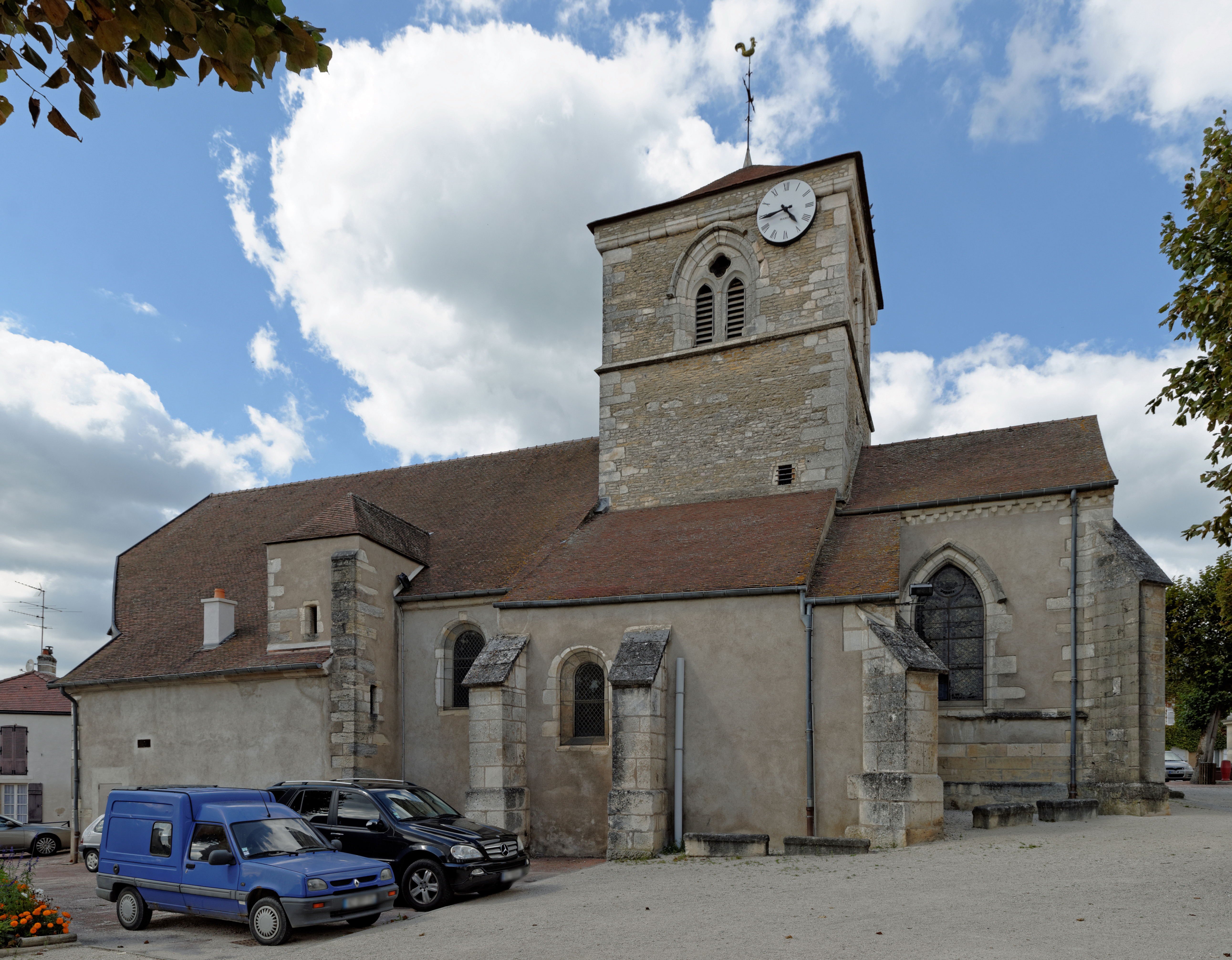
Kirche Saint-Vallier

- im Jahr 1755 erbautes Schloss Vantoux
- Kirche Saint-Vallier

## Gemeindepartnerschaften
Seit 1981 besteht eine Partnerschaft mit der deutschen Gemeinde Harxheim in Rheinhessen.